# Hans Neuhoff
Hans Ludwig Neuhoff (ur. 10 stycznia 1959 w Bonn) – niemiecki muzykolog, socjolog kultury, nauczyciel akademicki i polityk, deputowany do Parlamentu Europejskiego X kadencji.

## Życiorys
Uczył się gry na skrzypcach i tabli w Niemczech oraz Indiach. Studiował następnie muzykologię na Uniwersytecie Technicznym w Berlinie oraz indologię na Wolnym Uniwersytecie Berlińskim. Uzyskiwał kolejne stopnie naukowe, habilitował się w zakresie socjologii kultury. W pracy naukowej specjalizował się w badaniach rytmu. Podjął pracę jako nauczyciel akademicki. Od 2004 zawodowo związany z uczelnią muzyczną Hochschule für Musik und Tanz Köln, na której objął stanowisko profesora socjologii i psychologii muzyki.
W 2017 zaangażował się w działalność polityczną w ramach Alternatywy dla Niemiec. W 2022 został członkiem zarządu partii w Nadrenii Północnej-Westfalii. Objął też funkcję przewodniczącego krajowej komisji programowej. Został umieszczony na ósmym miejscu listy AfD w wyborach do Parlamentu Europejskiego w 2024. W wyniku głosowania z czerwca 2024 uzyskał mandat eurodeputowanego X kadencji.

## Życie prywatne
Jego żona pochodzi z Burkiny Faso; ma troje dzieci.